# Reginald VelJohnson
Reginald VelJohnson est un acteur, scénariste et producteur américain né le 16 août 1952 dans le  Queens, à New York. Il est surtout connu pour avoir joué le policier Al Powell dans les films Piège de cristal et 58 minutes pour vivre et Carl Winslow dans La Vie de famille.

## Biographie
Né dans le quartier de Queens, à New York, il est le fils d'Eve, infirmière, et d'Adam Johnson, employé d'hôpital. Son père quitte la famille quand il a 13 ans, et sa mère se remarie avec John Reilly. Il a obtenu un baccalauréat en art à l'Université de New York.
Il a étudié avec George Tenet et l'acteur de films pornographiques Ron Jeremy.

## Carrière
Reginald VelJohnson est connu pour avoir joué notamment des policiers dans de nombreux films (policier dans Die Hard (1988) et Turner et Hooch (1989), gardien de prison dans Ghostbusters (1984), chauffeur de limousine dans Crocodile Dundee (1986)). De 1989 à 1998, il interprète le rôle de Carl Winslow, policier père de famille dans La Vie de famille.
Il a par ailleurs fait des apparitions dans de nombreuses séries télévisées, telles que Equalizer, Diagnostic : Meurtre, Destins croisés, Will et Grace, Monk, Les Experts, Eve, Preuve à l'appui, Phénomène Raven, Chuck (reprise du personnage d'Al Powell), Bones et Brooklyn 99 dans laquelle il joue son propre rôle.

## Filmographie

### comme acteur
- 1979 : When Hell Freezes Over, I'll Skate (TV)
- 1981 : Wolfen de Michael Wadleigh : Préposé à la morgue
- 1984 : SOS Fantômes (Ghostbusters) : Gardien de prison
- 1985 : Kojak: The Belarus File (TV) : Policier à la salle d'audience
- 1985 : Remo sans arme et dangereux (Remo Williams: The Adventure Begins) : Conducteur d'ambulance
- 1986 : Doing Life (TV) : Taylor
- 1986 : Crocodile Dundee : Gus
- 1987 : Magic Sticks : Licorice
- 1988 : Plain Clothes : Capitaine Graff
- 1988 : Piège de cristal (Die Hard) de John McTiernan : Sergent Al Powell
- 1988 : Quiet Victory: The Charlie Wedemeyer Story (TV)
- 1989 : Turner et Hooch (Turner & Hooch) : Détective David Sutton
- 1989 - 1998 : La Vie de famille (TV) : Carl Winslow
- 1990 : ABC TGIF (série TV) : Carl
- 1990 : Jury Duty: The Comedy (TV) : Juge
- 1990 : 58 minutes pour vivre (Die Hard 2) : Sergent Al Powell
- 1990 : Mariage en noir (The Bride in Black) (TV) : Barry Gates
- 1991 : A Fond Little Memory
- 1992 : Le Triangle noir (Grass Roots) (TV) : Mickey Henderson
- 1993 : La Revanche de Jesse Lee (Posse) : Preston
- 1993 : Yuletide in the 'hood (TV) (voix)
- 1994 : A Cool Like That Christmas (TV) : Dad (voix)
- 1994 : La Revanche d'une femme flic (One of Her Own) (TV) : Détective Bob Hymes
- 1996 : Une dette mortelle (Deadly Pursuits) (TV) : Ed Conroy
- 2000 : Séisme imminent (Ground Zero) : Burt Green
- 2002 : Waitin' to Live : Willard Loggins
- 2002 : Magic Baskets (Like Mike) : Mr. Boyd
- 2005 : The King : Slutzky
- 2005 : Sunday Evening Haircut : O.C.
- 2005 : Suits on the Loose : Steedman
- 2005 : Death to the Supermodels (vidéo) : Tom
- 2006 : Monk (TV) : Todd (Saison 5, Episode 6)
- 2007 : Out at the Wedding : Dexter
- 2008 : Chuck  (TV) : Sergent Al Powell (saison 2, épisode 11)
- 2009 : Le Noël des petites terreurs
- 2010 :  You Again
- 2011 -  2015: Hart of Dixie (TV) : Dash DeWitt
- 2012 : Air Collision Apocalypse : Bob Abbot, contrôleur aiguilleur de la tour de contrôle de Cleveland
- 2014 : Il faut sauver les chiens de Noël (TV)
- 2015 : Embarquement immédiat pour Noël
- 2016-2018 : Le Monde de Riley
- 2016 : Ray Donovan (TV) : Sherman Radley
- 2017 : Penn Zéro : Héros à mi-temps  (TV) : Mr. Flannigan (voix)
- 2018 : Brooklyn Nine-Nine (TV) : Lui-même (saison 5 épisode 19)
- 2020 : Grey's Anatomy Station 19 : Irwin
- 2021 : Turner & Hooch (TV series): Détective David Sutton

### comme scénariste
- 2005 : Sunday Evening Haircut

### comme producteur
- 2005 : Sunday Evening Haircut